# Thomas Nast

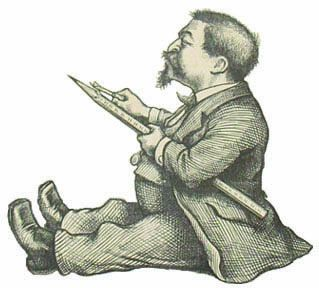
Autoportret

Thomas Nast (n. 27 septembrie 1840, Landau (Palatinat), Germania – d. 7 decembrie 1902, Guayaquil, Ecuador) a fost un caricaturist american de origine germană, mai cunoscut pentru caricaturile sale politice care apăreau în ziarele din timpul său (în Harper's Weekly) sau pentru realizarea versiunii moderne a lui Moș Crăciun sau a Unchiului Sam (personificarea sub formă de bărbat a poporului american). Cele două partide principale din SUA le-a reprezentat astfel: republicanii ca pe un elefant, iar pe democrați ca pe un măgar.
A emigrat în SUA la vârsta de șase ani iar din1862 până în 1886 a publicat caricaturi în Harper`s Weekly.

## Lucrări mai importante

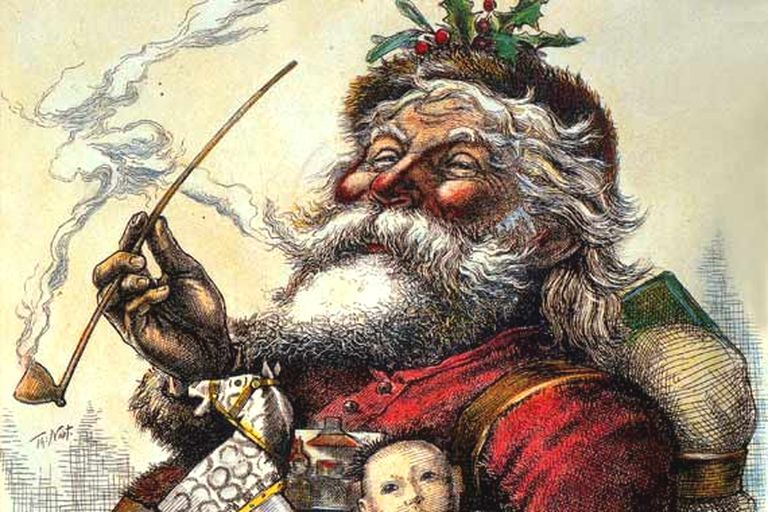
Reprezentare a lui Moș Crăciun din 1881
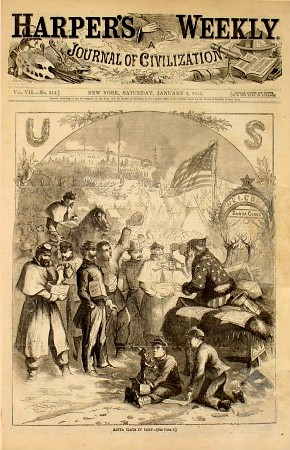
Versiunea a Santa Claus publicată în ziarul Harper's Weekly, pe 3 ianuarie 1863.
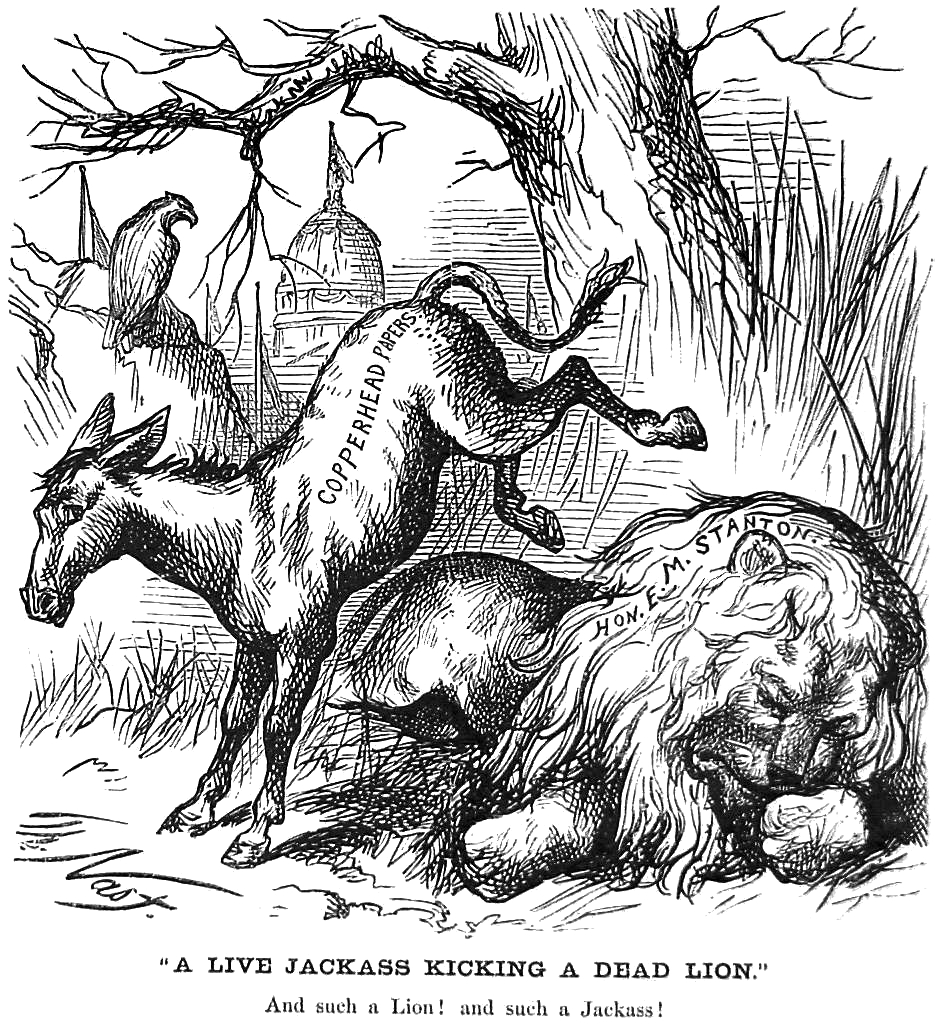
Măgarul - Partidul Democrat (Statele Unite).
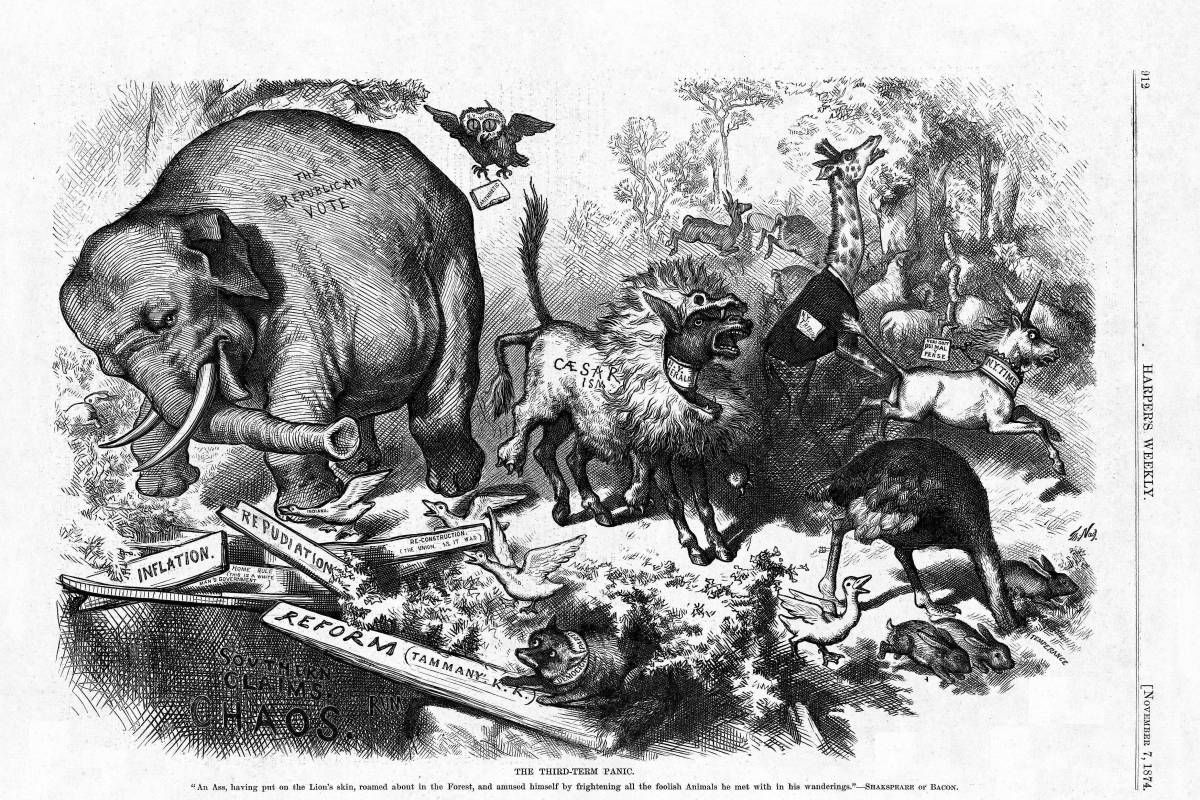
Elefantul - Partidul Republican (Statele Unite).
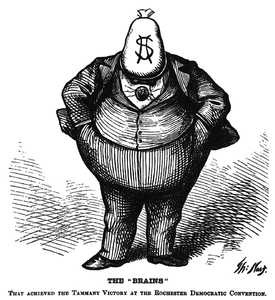
Caricatură a lui William M. Tweed, “The Boss”.
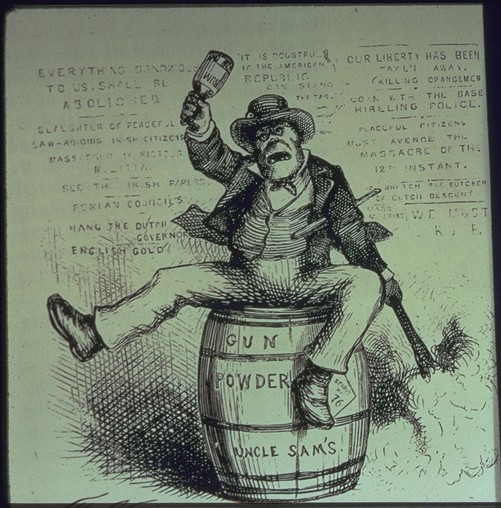
Caricatură a irlandezilor
Unchiul Sam
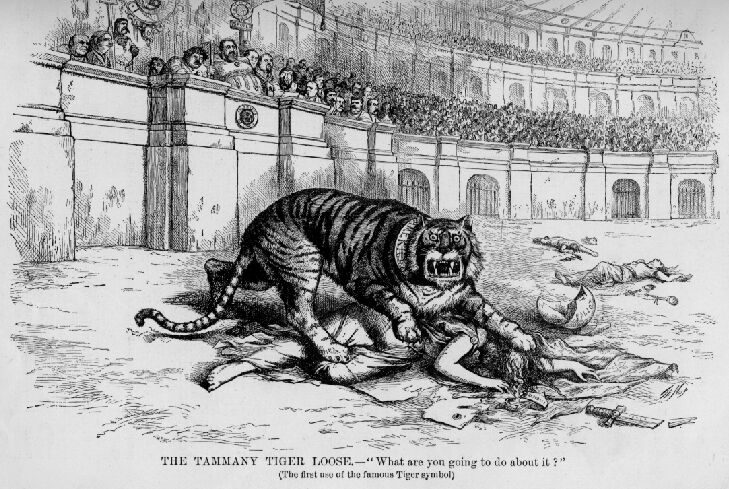
Tigrul Tammany Hall
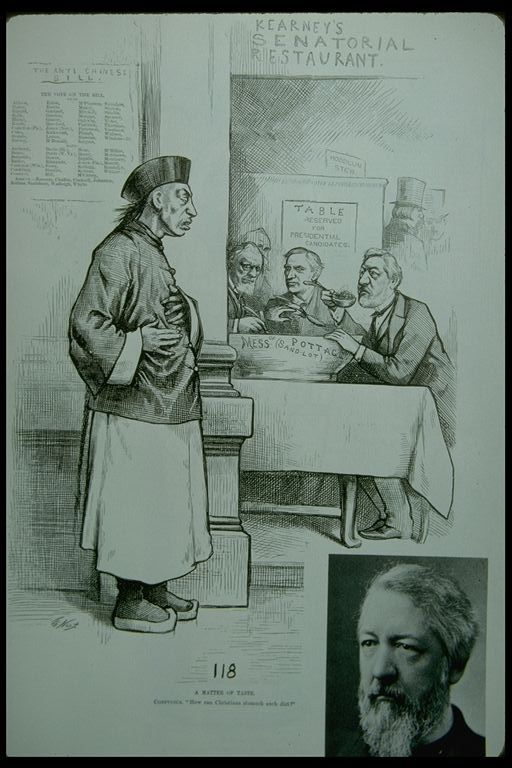
O imagine simpatică a unui imigrant chinez. Imagine folosită în romanul lui Jules Verne